# Liste des épisodes de Haikyū!!
Cet article est un complément de l’article sur le manga Haikyū!!. Il contient la liste des épisodes de l'adaptation en anime, réparti en saisons.

## Liste des épisodes de la saison 1
| No | Titre français                        | Titre japonais       | Titre japonais                  | Date de 1re diffusion |
| No | Titre français                        | Kanji                | Rōmaji                          | Date de 1re diffusion |
| --- | ------------------------------------- | -------------------- | ------------------------------- | --------------------- |
| 1 (1) | Une fin et un début                   | 終わりと始まり       | Owari to Hajimari               | 6 avril 2014          |
| [Chapitre 1] — Hinata s'inspire du petit géant qui joue au volley-ball à la télévision. Trois ans plus tard, Hinata participe à son premier tournoi de volley-ball et son équipe affronte Kitagawa Daiichi, l'école de Kageyama Tobio, également connue sous le nom de Roi. Leur match suscite une rivalité entre nos deux héros. Cependant, ils se rencontrent à nouveau l'année suivante, mais cette fois en tant que coéquipier dans leur nouveau lycée Karasuno. |                                       |                      |                                 |                       |
| 2 (2) | Le club de volley-ball de Karasuno    | 烏野高校排球部       | Uno kōkō Haikyūbu               | 13 avril 2014         |
| [Chapitres 2-3] — Hinata arrive au lycée Karasuno et est déterminée à rejoindre le club de volley-ball et à vaincre Kageyama. Il est choqué quand il entre dans la salle de gym et trouve que son rival est aussi un membre potentiel de l'équipe de Karasuno. Ils se battent tout de suite et quand le capitaine Daichi Sawamura arrive, il leur dit qu'ils ne pourront rejoindre le club seulement lorsqu'ils commenceront à s'entendre. Au lieu d'accepter de travailler en équipe, ils défient les 3e années à un match à la condition que s'ils gagnent, ils rejoignent l'équipe. |                                       |                      |                                 |                       |
| 3 (3) | Le plus puissant allié                | 最強の味方           | Saikyō no mikata                | 20 avril 2014         |
| [Chapitres 4-5] — Sugawara commence à aider Hinata et Kageyama à s'entraîner le matin. Après avoir entendu l'opinion de Hinata sur Kageyama, Sugawara l'encourage à travailler avec le passeur de première année parce qu'il pourrait devenir le plus redoutable allié de Hinata. Les jours passent, Hinata s'améliore lentement, mais sa relation avec Kageyama ne va nulle part avant qu'ils ne rencontrent Tsukishima et Yamaguchi, les autres premières années à postuler pour le club. Les insultes de Tsukishima sur la taille de Hinata et le passé de Kageyama motivent les deux à faire équipe pour gagner samedi. |                                       |                      |                                 |                       |
| 4 (4) | La vue du sommet                      | 頂の景色             | Itadaki no keshiki              | 27 avril 2014         |
| [Chapitres 5-6-7-8] — Kageyama, Hinata et Tanaka affrontent Tsukishima, Yamaguchi et le capitaine Daichi dans un match à trois contre trois. Le match d'entraînement déterminera l'avenir de Kageyama et Hinata dans le club de volley de Karasuno Club commence. Ils ne peuvent pas se coordonner en raison des anciennes habitudes de Kageyama et du harcèlement constant de Tsukishima mais avec l'encouragement de Sugawara, ils parviennent à trouver un moyen d'utiliser leurs compétences pour créer l'attaque parfaite. |                                       |                      |                                 |                       |
| 5 (5) | Le stress des gens timides            | 小心者の緊張         | Shōshinmono no kinchō           | 4 mai 2014            |
| [Chapitres 9-10] — Les attaques de Kageyama et Hinata s'améliorent et les compétences de Hinata en tant que leurre émergent enfin. Kageyama, Hinata et Tanaka ont gagné le match 3 contre 3, permettant à Kageyama et Hinata d'être acceptés comme membres officiels de l'équipe. Dès qu'ils reçoivent leurs vestes d'équipe, le superviseur du club Ittetsu Takeda arrive et annonce un match d'entraînement avec Aobajōsai. Cependant, il y a une condition : Tobio Kageyama doit être le passeur pour tout le match. |                                       |                      |                                 |                       |
| 6 (6) | Une équipe intrigante                 | 面白いチーム         | Omoshiroi chīmu                 | 11 mai 2014           |
| [Chapitres 11-12-13] — Karasuno arrive à Aobajōsai, mais l’angoisse de Hinata ne fait qu'augmenter. Avant même que le match ne commence, Kageyama rencontre un de ses ancien coéquipier, Kindaichi, qui l'appelle continuellement Roi et évoque son passé. Karasuno à beaucoup de mal au début à cause des erreurs de Hinata mais une fois que le match commence, l'attaque rapide de Hinata et Kageyama s'avère être une arme efficace. Alors que Karasuno semble gagner, Kageyama révèle qu'il ne pense pas que le passeur actuel d'Aobajōsai soit le passeur officiel. |                                       |                      |                                 |                       |
| 7 (7) | Contre le "grand roi"                 | VS 大王様            | VS Dai Ō-sama                   | 18 mai 2014           |
| [Chapitres 13-14-15-16] — Oikawa se présente soudainement pour le match d'entraînement. Il est le capitaine et le passeur officiel d'Aobajōsai. Oikawa entre dans le match et cible avec ses services parfaits Tsukishima qui ne peut pas les recevoir correctement. Cela permet à Aobajōsai de rattraper Karasuno. Ce n'est que lorsque Daichi change leur formation que Karasuno est finalement en mesure de remporter le match contre Aobajōsai. Cependant, Oikawa dit que lors de leur prochaine rencontre, Aobajōsai utilisera tous ses as dès le départ, et un résultat très différent sera attendu. En partant, Daichi révèle que Karasuno a aussi quelques surprises. Leur libéro, Yū Nishinoya, est sur le point de revenir.                                               |                                       |                      |                                 |                       |
| 8 (8) | Le champion de l'équipe               | "エース"と呼ばれる人 | "Ēsu" to Yoba reru Hito         | 25 mai 2014           |
| [Chapitres 17-18] — Pendant qu'il s'entraîne, Kageyama est surpris quand un étranger entre dans la salle de gym et amortis parfaitement son service. L'inconnu se révèle être Nishinoya, le libéro de Karasuno qui avait été absent en raison de la suspension des activités du club. Nishinoya apprend que le champion de Karasuno, Asahi, n'est pas de retour et s'emporte avec colère. Voyant à quel point les classes supérieures sont malheureuses sans le champion, Hinata et Kageyama vont vers lui pour essayer de le convaincre de revenir. Pendant ce temps, Takeda continue à poursuivre Keishin Ukai en tant que prochain entraîneur de Karasuno. Ukai refuse obstinément d'aider, mais Takeda propose un plan qui, selon lui, attirera Ukai dans le monde du coaching. |                                       |                      |                                 |                       |
| 9 (9) | La passe au champion                  | エースへのトス       | Ēsu e no tosu                   | 1er juin 2014         |
| [Chapitres 19-20-21] — Keishin Ukai accepte d'être l'entraîneur de Karasuno après avoir appris le match d'entraînement à venir, mais seulement jusqu'à ce que le match d'entraînement soit terminé. Pour se familiariser avec les capacités des joueurs actuels, il organise un match pour eux contre l'association de volleyball de quartier. Nishinoya et Sugawara sont placés dans l'équipe de l'association pour permettre un match égal, puisque seulement quatre des joueurs ont pu le faire. Asahi Azumane est la dernière place. Maintenant, Asahi doit prouver qu'il mérite le titre de champion de l'équipe et passer le triple bloc de Kageyama, Tanaka et Tsukishima.                                                                                                   |                                       |                      |                                 |                       |
| 10 (10) | Admiration                            | 憧れ                 | Akogare                         | 8 juin 2014           |
| [Chapitres 21-22-23-24] — Asahi regagne sa confiance, Hinata et Kageyama finissent par utiliser leur rapide attaque. Ukai est choqué par la coordination des deux joueurs et par les compétences de Kageyama, qu'il compare à la fiabilité et à l'expérience de Sugawara, ce qui complique davantage sa décision quant au joueur à choisir en tant que passeur officiel. Sur le côté, Hinata est distrait quand il se compare à Asahi et comment il n'atteindrait jamais ce niveau de force. Cependant, après une mésaventure et un encouragement de Kageyama, Hinata comprend enfin son importance pour l'équipe en tant que leurre. |                                       |                      |                                 |                       |
| 11 (11) | Détermination                         | 決断                 | Ketsudan                        | 15 juin 2014          |
| [Chapitres 25-26-27] — Le camp d'entraînement à commencer, les joueurs se préparent à l'affrontement contre Nekoma. Des histoires surprenantes des classes supérieures sont révélées et Ukai ne sais pas qui mettre en tant que passeur officiel. Il décide finalement que se sera Kageyama qui occupera le poste. Nekoma arrive à Miyagi, alors que Hinata rencontre inconsciemment son passeur, qui a hâte de jouer contre la première année. Le match contre Nekoma s'avère bientôt être le plus dur de Karasuno. |                                       |                      |                                 |                       |
| 12 (12) | Retrouvailles entre Chats et Corbeaux | ネコとカラスの再会   | Nekotokarasu no Saikai          | 22 juin 2014          |
| [Chapitres 25-27-28-29-30] |                                       |                      |                                 |                       |
| 13 (13) | Rival                                 | 好敵手               | Kōtekishu                       | 29 juin 2014          |
| [Chapitres 31-32-33-34] |                                       |                      |                                 |                       |
| 14 (14) | Des adversaires redoutables           | 強敵たち             | Kyōteki-tachi                   | 6 juillet 2014        |
| [Chapitres 35-36-37] |                                       |                      |                                 |                       |
| 15 (15) | Résurrection                          | 復活                 | Fukkatsu                        | 13 juillet 2014       |
| [Chapitres 36-37-38-39] |                                       |                      |                                 |                       |
| 16 (16) | Gagnants et perdants                  | 勝者と敗者           | Shousha to Haisha               | 20 juillet 2014       |
| [Chapitres 40-41] |                                       |                      |                                 |                       |
| 17 (17) | Le mur de fer                         | 鉄壁                 | Teppeki                         | 27 juillet 2014       |
| [Chapitres 42-43-44] |                                       |                      |                                 |                       |
| 18 (18) | Des arrières couverts                 | 背中の護り           | Senaka no Mamori                | 3 août 2014           |
| [Chapitres 45-46-47] |                                       |                      |                                 |                       |
| 19 (19) | Le chef d'orchestre                   | 指揮者               | Shikisha                        | 10 août 2014          |
| [Chapitres 48-49] |                                       |                      |                                 |                       |
| 20 (20) | Oikawa Tōru n’est pas un génie        | 及川徹は天才ではない | Oikawa Tōru wa Tensai de wa Nai | 17 août 2014          |
| [Chapitres 50-51-52-53] |                                       |                      |                                 |                       |
| 21 (21) | La force d'un aîné                    | 先輩の実力           | Senpai no Jitsuryoku            | 24 août 2014          |
| [Chapitres 53-54-55-56-57] |                                       |                      |                                 |                       |
| 22 (22) | Évolution                             | 進化                 | Shinka                          | 31 août 2014          |
| [Chapitres 58-59-60] |                                       |                      |                                 |                       |
| 23 (23) | Ce qui va changer le cours du jeu     | 流れを変える一本     | Nagare o Kaeru Ippon            | 7 septembre 2014      |
| [Chapitres 61-62-63-64-65] |                                       |                      |                                 |                       |
| 24 (24) | Le roi solitaire n'est plus           | 脱・"孤独の王様"     | Nugu "Kodoku no Ō-sama"         | 14 septembre 2014     |
| [Chapitres 66-67-68-69] |                                       |                      |                                 |                       |
| 25 (25) | Le troisième jour                     | 三日目               | Mikkame                         | 21 septembre 2014     |
| [Chapitres 70-71] |                                       |                      |                                 |                       |

## Liste des épisodes de la saison 2
| No                              | Titre français                                        | Titre japonais           | Titre japonais                   | Date de 1re diffusion |
| No                              | Titre français                                        | Kanji                    | Rōmaji                           | Date de 1re diffusion |
| ------------------------------- | ----------------------------------------------------- | ------------------------ | -------------------------------- | --------------------- |
| 1 (26)                          | Let's go, Tokyo !                                     | レッツゴートーキョー！！ | Rettsu gō Tōkyō!!                | 4 octobre 2015        |
| [Chapitres 71-72-76-77]         |                                                       |                          |                                  |                       |
| 2 (27)                          | Rayons de soleil                                      | 直射日光                 | Chokusha nikkō                   | 11 octobre 2015       |
| [Chapitres 72-73-74]            |                                                       |                          |                                  |                       |
| 3 (28)                          | Le "villageois B"                                     | 村人B                    | Murabito B                       | 18 octobre 2015       |
| [Chapitres 75-76]               |                                                       |                          |                                  |                       |
| 4 (29)                          | Le champion central                                   | センターエース           | Sentā Ēsu                        | 25 octobre 2015       |
| [Chapitres 78-79-81]            |                                                       |                          |                                  |                       |
| 5 (30)                          | Avidité                                               | 欲                       | Yoku                             | 1er novembre 2015     |
| [Chapitres 80-81-82]            |                                                       |                          |                                  |                       |
| 6 (31)                          | Tempo                                                 | テンポ                   | Tenpo                            | 8 novembre 2015       |
| [Chapitres 82-83-84]            |                                                       |                          |                                  |                       |
| 7 (32)                          | Lever de lune                                         | 月の出                   | Tsukinode                        | 15 novembre 2015      |
| [Chapitres 85-86-87]            |                                                       |                          |                                  |                       |
| 8 (33)                          | Héros illusoire                                       | 幻覚ヒーロー             | Genkaku Hīrō                     | 22 novembre 2015      |
| [Chapitres 87-88-89]            |                                                       |                          |                                  |                       |
| 9 (34)                          | Contre le "parapluie"                                 | VS 傘                    | VS Kasa                          | 29 novembre 2015      |
| [Chapitres 90-91-92]            |                                                       |                          |                                  |                       |
| 10 (35)                         | Rouages                                               | 歯車                     | Haguruma                         | 5 décembre 2015       |
| [Chapitres 92-93-94-95]         |                                                       |                          |                                  |                       |
| 11 (36)                         | Au-dessus                                             | 上                       | Ue                               | 12 décembre 2015      |
| [Chapitres 95-96-97-98]         |                                                       |                          |                                  |                       |
| 12 (37)                         | Début du match                                        | 試合開始！！             | Shiai Kaishi                     | 19 décembre 2015      |
| [Chapitres 99-100-101-102]      |                                                       |                          |                                  |                       |
| 13 (38)                         | Une force pure et simple                              | シンプルで純粋な力       | Shinpuru de Junsuina Chikara     | 26 décembre 2015      |
| [Chapitres 102-103-104-105]     |                                                       |                          |                                  |                       |
| 14 (39)                         | En pleine croissance                                  | 育ち盛り                 | Sodachi Zagari                   | 10 janvier 2016       |
| [Chapitres 105-106-107-108]     |                                                       |                          |                                  |                       |
| 15 (40)                         | Terrain de jeu                                        | アソビバ                 | Asobiba                          | 17 janvier 2016       |
| [Chapitres 109-110-111-112-113] |                                                       |                          |                                  |                       |
| 16 (41)                         | Aux suivants                                          | 次へ                     | Tsugi he                         | 24 janvier 2016       |
| [Chapitres 114-115-116-117]     |                                                       |                          |                                  |                       |
| 17 (42)                         | La lutte d'un froussard                               | 根性無しの戦い           | Konjounashi no Tatakai           | 31 janvier 2016       |
| [Chapitres 118-119-120]         |                                                       |                          |                                  |                       |
| 18 (43)                         | Les perdants                                          | 敗北者達                 | Haibokusha-tachi                 | 7 février 2016        |
| [Chapitres 121-122-123-124-125] |                                                       |                          |                                  |                       |
| 19 (44)                         | Le mur de fer s’élèvera autant de fois que nécessaire | 鉄壁は何度でも築かれる   | Teppeki wa Nando demo Kizukareru | 14 février 2016       |
| [Chapitres 126-127-128]         |                                                       |                          |                                  |                       |
| 20 (45)                         | Balayés                                               | 払拭                     | Fusshoku                         | 21 février 2016       |
| [Chapitres 129-130-131]         |                                                       |                          |                                  |                       |
| 21 (46)                         | Démolisseur                                           | 壊し屋                   | Kowashi-ya                       | 28 février 2016       |
| [Chapitres 132-133-134-135]     |                                                       |                          |                                  |                       |
| 22 (47)                         | La lutte d'un ancien froussard                        | 元臆病者の戦い           | Moto okubyōmono no tatakai       | 6 mars 2016           |
| [Chapitres 136-137-138-139]     |                                                       |                          |                                  |                       |
| 23 (48)                         | Une "équipe"                                          | チーム                   | Chīmu                            | 13 mars 2016          |
| [Chapitres 140-141-142]         |                                                       |                          |                                  |                       |
| 24 (49)                         | Changement extrême                                    | 絶対リミットスイッチ     | Zettai rimittosuitchi            | 20 mars 2016          |
| [Chapitres 143-144-145-146-147] |                                                       |                          |                                  |                       |
| 25 (50)                         | Déclaration de guerre                                 | 宣戦布告                 | Sensen fukoku                    | 27 mars 2016          |
| [Chapitres 148-149]             |                                                       |                          |                                  |                       |

## Liste des épisodes de la saison 3
| No                                          | Titre français                       | Titre japonais   | Titre japonais       | Date de 1re diffusion |
| No                                          | Titre français                       | Kanji            | Rōmaji               | Date de 1re diffusion |
| ------------------------------------------- | ------------------------------------ | ---------------- | -------------------- | --------------------- |
| 1 (51)                                      | Présentation                         | ごあいさつ       | Go Aisatsu           | 8 octobre 2016        |
| [Chapitres 150-151]                         |                                      |                  |                      |                       |
| 2 (52)                                      | La menace "gauchère"                 | “左”の脅威       | "Hidari" no Kyōi     | 15 octobre 2016       |
| [Chapitres 151-152-153-154-155]             |                                      |                  |                      |                       |
| 3 (53)                                      | GUESS MONSTER                        | GUESS・MONSTER   | Gesumonsutā          | 22 octobre 2016       |
| [Chapitres 156-157-158-159]                 |                                      |                  |                      |                       |
| 4 (54)                                      | Halo lunaire                         | 月の輪           | Tsuki no wa          | 29 octobre 2016       |
| [Chapitres 160-161-162-163-164]             |                                      |                  |                      |                       |
| 5 (55)                                      | L'individuel vs le collectif         | 個ＶＳ数         | Ko vs. Kazu          | 5 novembre 2016       |
| [Chapitres 164-165-166-167-168-169-170-171] |                                      |                  |                      |                       |
| 6 (56)                                      | La réaction chimique d'une rencontre | 出会いの化学変化 | Deai no kagaku henka | 12 novembre 2016      |
| [Chapitres 149-171-172-173-174]             |                                      |                  |                      |                       |
| 7 (57)                                      | Ressentiment                         | こだわり         | Kodawari             | 19 novembre 2016      |
| [Chapitres 174-175-176-177-178]             |                                      |                  |                      |                       |
| 8 (58)                                      | Un type détestable                   | 嫌な男           | Iya na otoko         | 26 novembre 2016      |
| [Chapitres 178-179-180-181-182-183]         |                                      |                  |                      |                       |
| 9 (59)                                      | Les fous de volley                   | バレー馬鹿たち   | Barē baka-tachi      | 3 décembre 2016       |
| [Chapitres 184-185-186-187]                 |                                      |                  |                      |                       |
| 10 (60)                                     | Bataille de concepts                 | コンセプトの戦い | Konseputo no tatakai | 10 décembre 2016      |
| [Chapitres 187-188-189-190-207]             |                                      |                  |                      |                       |

## Liste des épisodes de la saison 4
| No                                                  | Titre français                | Titre japonais   | Titre japonais         | Date de 1re diffusion |
| No                                                  | Titre français                | Kanji            | Rōmaji                 | Date de 1re diffusion |
| --------------------------------------------------- | ----------------------------- | ---------------- | ---------------------- | --------------------- |
| OAV 1                                               | Terre contre Ciel             | 陸 VS 空         | Riku Tai Kū            | 10 janvier 2020       |
| [Chapitres 190-191-192-193-194-195-196-197-198-199] |                               |                  |                        |                       |
| OAV 2                                               | La voie du ballon             | ボールの"道"     | Bōru no "Michi"        | 10 janvier 2020       |
| [Chapitres 198-199-200-201-202-203-204-205-206]     |                               |                  |                        |                       |
| 1 (61)                                              | Les présentations             | 自己紹介         | Jiko shōkai            | 10 janvier 2020       |
| [Chapitres 207-208-209-210]                         |                               |                  |                        |                       |
| 2 (62)                                              | Désorienté                    | 迷子             | Maigo                  | 17 janvier 2020       |
| [Chapitres 210-211-212]                             |                               |                  |                        |                       |
| 3 (63)                                              | Point de vue                  | 視点             | Shiten                 | 24 janvier 2020       |
| [Chapitres 212-213-214-215]                         |                               |                  |                        |                       |
| 4 (64)                                              | La facilité                   | 楽               | Raku                   | 31 janvier 2020       |
| [Chapitres 215-216-217]                             |                               |                  |                        |                       |
| 5 (65)                                              | Affamé                        | 空腹             | Kūfuku                 | 7 février 2020        |
| [Chapitres 216-218-219-220]                         |                               |                  |                        |                       |
| 6 (66)                                              | Exaltation                    | 昂揚             | Kōyō                   | 14 février 2020       |
| [Chapitres 220-221-222]                             |                               |                  |                        |                       |
| 7 (67)                                              | Retour                        | 帰還             | Kikan                  | 21 février 2020       |
| [Chapitres 223-224-225]                             |                               |                  |                        |                       |
| 8 (68)                                              | Challenger                    | チャレンジャー   | Charenjā               | 28 février 2020       |
| [Chapitres 225-226-227-228]                         |                               |                  |                        |                       |
| 9 (69)                                              | Dernière soirée               | それぞれの夜     | Sorezore no Yoru       | 6 mars 2020           |
| [Chapitres 229-230-231]                             |                               |                  |                        |                       |
| 10 (70)                                             | En première ligne             | 戦線             | Sensen                 | 13 mars 2020          |
| [Chapitres 231-232-233-234]                         |                               |                  |                        |                       |
| 11 (71)                                             | Tout s'enchaîne               | 繋がれるチャンス | Tsunagareru Chansu     | 20 mars 2020          |
| [Chapitres 235-236-237-238-239-240-241-242]         |                               |                  |                        |                       |
| 12 (72)                                             | Une image saisissant          | 鮮烈             | Senretsu               | 27 mars 2020          |
| [Chapitres 243-244-245-246]                         |                               |                  |                        |                       |
| 13 (73)                                             | Le 2e jour                    | 2日目            | Futsuka-me             | 3 avril 2020          |
| [Chapitres 246-247-248-249]                         |                               |                  |                        |                       |
| 14 (74)                                             | Rhythme                       | リズム           | Rizumu                 | 2 octobre 2020        |
| [Chapitres 250-251-252-253]                         |                               |                  |                        |                       |
| 15 (75)                                             | Chercher et trouver           | 見つける         | Mitsukeru              | 9 octobre 2020        |
| [Chapitres 254-255-256-257-258-259-260]             |                               |                  |                        |                       |
| 16 (76)                                             | Cœur brisé                    | 失恋             | Shitsuren              | 16 octobre 2020       |
| [Chapitres 260-261-262-263-264]                     |                               |                  |                        |                       |
| 17 (77)                                             | Chats contre singes           | ネコVSサル       | Neko VS Saru           | 23 octobre 2020       |
| [Chapitres 265-266]                                 |                               |                  |                        |                       |
| 18 (78)                                             | Pris au piège                 | 罠               | Wana                   | 30 octobre 2020       |
| [Chapitres 226-267-268-269]                         |                               |                  |                        |                       |
| 19 (79)                                             | Les plus forts challengeurs   | 最強の挑戦者     | Saikyō no chōsen-sha   | 6 novembre 2020       |
| [Chapitres 269-270-271-272-273]                     |                               |                  |                        |                       |
| 20 (80)                                             | Le capitaine                  | 頭               | Kashira                | 13 novembre 2020      |
| [Chapitres 273-274-275-276-277]                     |                               |                  |                        |                       |
| 21 (81)                                             | Le héros                      | ヒーロー         | Hīrō                   | 20 novembre 2020      |
| [Chapitres 277-278-279]                             |                               |                  |                        |                       |
| 22 (82)                                             | Piton                         | ハーケン         | Hāken                  | 27 novembre 2020      |
| [Chapitres 280-281-282]                             |                               |                  |                        |                       |
| 23 (83)                                             | Naissance d'un roi silencieux | 静かなる王の誕生 | Shizukanaru ō no tanjō | 4 décembre 2020       |
| [Chapitres 283-284-285-286]                         |                               |                  |                        |                       |
| 24 (84)                                             | Le festin des monstres        | バケモンたちの宴 | Bakemon-tachi no utage | 11 décembre 2020      |
| [Chapitres 286-287-288-289-290]                     |                               |                  |                        |                       |
| 25 (85)                                             | La terre promise              | 約束の地         | Yakusoku no chi        | 18 décembre 2020      |
| [Chapitres 247-290-291-292]                         |                               |                  |                        |                       |